# Důl Pniówek
Důl Pniówek [pňuvek] (polsky Kopalnia Węgla Kamiennego „Pniówek“, KWK Pniówek) je činný černouhelný důl společnosti Jastrzębska Spółka Węglowa. Důlní pole dolu se nachází na území města a městského okresu Jastrzębie-Zdrój a na území vesnice Pawłowice (okres Pszczyna) ve Slezském vojvodství.

## Historie dolu
Výstavba dolu probíhala od roku 1966 a oficiální zahájení provozu dolu proběhlo 4. prosince 1974. Výstavbou dalších částí důlního komplexu postupně rostla denní výkonnost dolu, která v roce 1986 dosáhla hodnoty 12 500 tun uhlí denně.
Původně samostatný důl se k 1. říjnu 1982 stal součástí tzv. Zrzeszenia Kopalń Węgla Kamiennego (Sdružení černouhelných dolů). K opětovnému osamostatnění dolu došlo v roce 1990, ale již od 1. dubna 1993 se důl stal součástí důlní společnosti Jastrzębska Spółka Węglowa.

## Technické údaje
- Rozloha dobývacího prostoru: 28,5 km²
- Operativní zásoby uhlí: 101,3 mil. tun (v letech 1974 – 2004 bylo vytěženo 80 mil. tun)
- Průměrná denní těžba: 15 500 tun
- Důlní patra:
  - těžební: 830, 1000 m
  - ventilační: 580, 705 m
- Mocnost uhelných slojí: 1,5 až 3 m